# 라훌 콜리
라훌 콜리(Rahul Kohli, 1985년 11월 13일 ~ )는 잉글랜드의 배우이다.

## 출연 작품

### 드라마
- 아이 좀비 시즌 1 - 라비 차크라 역